# Strobilanthes bolampattianus
Strobilanthes bolampattianus är en akantusväxtart som beskrevs av Richard Henry Beddome. Strobilanthes bolampattianus ingår i släktet Strobilanthes och familjen akantusväxter. Inga underarter finns listade i Catalogue of Life.